# Ernst Klett Verlag
Ernst Klett Verlag GmbH – niemieckie wydawnictwo szkolne i edukacyjne z główną siedzibą w Stuttgarcie. Jego oddziały znajdują się również w Lipsku i Dortmundzie. Ponadto w jedenastu innych niemieckich miastach obecne są punkty spotkań Klett, gdzie można zapoznać się z programem i ofertą wydawnictwa, jak również uzyskać porady ekspertów.
Ernst Klett Verlag zostało założone w 1897 roku w Stuttgarcie, a w roku 1995 powstała Klett Gruppe. Do grupy należą między innymi, oprócz szkolnego i edukacyjnego wydawcy Klett-Forum Verlag, również PONS GmbH, Ernst Klett Sprachen GmbH i Friedrich Verlag.

## Historia
W 1930 Ernst Klett der Jüngere po zakupie działu podręczników szkolnych od wydawcy Bonz-Verlag, przyczynił się do rozbudowy regionalnego programu podręczników szkolnych. Jako jeden z pierwszych niemieckich wydawców otrzymał w 1945 roku od amerykańskiego rządu wojskowego licencję wydawniczą.
Popularne i powszechnie używane podręczniki serii Lambacher Schweizer, takie jak Learning English (podręcznik do nauki języka angielskiego) i Das Mathematikbuch (podręcznik do nauki matematyki) pojawiły się w 1947 roku. W roku 1956 zostało powołane pierwsze biuro poza Stuttgartem, które powstało w innym niemieckim mieście, w Monachium. W 1962 roku pojawiła się seria książek „Tönende Klett-Bücher” z płytami gramofonowymi i taśmami magnetofonowymi jako dodatek w postaci lekcji multimedialnych. 
W 1968 w wydawnictwie edukacyjnym Klett powstała redakcja kartograficzna. Dwa lata później Klett opublikowało pierwszą folię z materiałami do biologii, przeznaczoną do wykorzystania na rzutniku. W 1971 roku na wystawie materiałów dydaktycznych „Interschul” w Dortmundzie wydawca zaprezentował program testowy do nauczania komputerowego. Ponadto pojawiły się filmy edukacyjne jako materiał wspomagający lekcje biologii.
W 1990 roku Ernst Klett Verlag Leipzig założył pierwszy oddział zachodnioniemieckiego wydawnictwa w nowych Niemczech, nowym kraju związkowym.
Po tym jak Justus Perthes w 1953 roku wywłaszczył bez odszkodowania i upaństwowił Geographische Verlagsanstalt Gotha (założone w 1785 roku w Gocie) i 2 lata później przemianował na VEB Hermann Haack Geographisch-Kartographische Anstalt Gotha, Haack Gotha był do 1989 monopolistycznym wydawcą zaopatrującym szkoły Niemiec Wschodnich w podręczniki i materiały do nauki geografii. W marcu 1992 roku za sprawą prawowitego właściciela Stephana Justusa Perthesa Justus Perthes Gotha (Gotha Haack) został ponownie sprywatyzowany, a następnie – wraz z Justus Perthes Geographische Verlagsanstalt Darmstadt (1954–1994) – sprzedane wydawnictwu szkolnego Ernst Klett Schulbuchverlag GmbH w Stuttgarcie.
W kolejnych latach geograficzno-kartograficzne redakcje tych trzech wydawców miały swoją siedzibę w mieście Gotha. W 2003 roku wydawnictwo Gothaer Verlag zmieniło swoją nazwę na Klett-Perthes Verlag GmbH. W 2008 roku stał się oddziałem Ernst Klett Verlag GmbH i od tego czasu nie jest już niezależny. W marcu 2016 roku siedziba wydawnictwa Gothaer o bogatej i długiej tradycji została zamknięta; pozostałe działania i zadania zostały przeniesione do Ernst Klett Verlag Leipzig. Dziś das Perthes-Forum przechowuje i chroni Sammlung Perthes Gotha (kolekcja Perthesa Gotha) jako jeden z największych zbiorów geograficznych i kartograficznych w Europie. Główna siedziba wydawnictwa Klett została przeniesiona do Lipska.

## Logo
Ernst Klett Verlag GmbH ma logo znane w Niemczech jako Klett-Lilie. Logo jest również wykorzystywane przez inne firmy w grupie Klett. Zostało ono zaprojektowane przez Stuttgart S. i H. Lämmle w 1953 roku i składa się z dwóch liter E i K, inicjałów założyciela firmy Ernst Klett.

## Znane produkty
Znanymi produktami marki są Green Line (podręczniki do nauki języka angielskiego dla gimnazjum), Red Line (podręczniki do nauki języka angielskiego dla niemieckiej szkoły ogólnokształcącej, będącej kontynuacją szkoły podstawowej), a także Lambacher Schweizer, które obejmuje m.in. das deutsch-französische Geschichtsbuch Histoire/Geschichte (niemiecko-francuską historię).
Wydawnictwo wydaje skierowane na rynek polski podręczniki i pomoce naukowe m.in. nt. nauki języków obcych, geografii i matematyki, a także słowniki i materiały uzupełniające.

## Media cyfrowe
Powstają dla nauczycieli cyfrowe materiały wspomagające nauczanie i prowadzenie lekcji, jak również internetowe platformy testowe, podręczniki online, aplikacje i programy.